# 22981 Katz
22981 Katz este un asteroid din centura principală de asteroizi.

## Descriere
22981 Katz este un asteroid din centura principală de asteroizi. A fost descoperit pe 3 noiembrie 1999 la Socorro, New Mexico, în cadrul proiectului LINEAR. Asteroidul prezintă o orbită caracterizată de o semiaxă mare de 2,30 ua, o excentricitate de 0,18 și o înclinație de 3,3° în raport cu ecliptica.